# Hans Goger (Bergsteiger)
Hans Goger (* 30. November 1965 in Wolfau, Burgenland) ist ein österreichischer Abenteurer, Bergsteiger und Autor.

## Leben
Obwohl er in einer relativ flachen Gegend aufgewachsen ist, ist es ihm – als bislang einzigem Burgenländer – gelungen, Berge jenseits der 8000-Meter-Grenze zu besteigen. Begonnen hat seine sportliche Karriere in der Heeressport- und Nahkampfschule des österreichischen Bundesheeres, wo er drei Jahre als Profisportler verbrachte.
Hans Goger lebt in seiner Heimatgemeinde Wolfau und arbeitet als medizinischer Masseur in Bad Tatzmannsdorf. Nebenbei schreibt er Bücher und hält Multimediavorträge über seine Abenteuer und Bergexpeditionen.

## Beruflicher Werdegang
Hans Goger verbrachte seine Jugendjahre auf dem elterlichen Bauernhof in eher bescheidenen Verhältnissen mit sechs Geschwistern. Nach der Volksschule, der Hauptschule und dem Polytechnischen Lehrgang begann er eine Lehre als Maurer, die er auch mit der Facharbeiterprüfung abschloss. Im Jänner 1985 absolvierte Hans Goger den Präsenzdienst in der Turba-Kaserne in Pinkafeld, wo er zum ersten Mal seit der Schulzeit wieder mit der Sportart Orientierungslauf in Kontakt kam. Die Heeressport- und Nahkampfschule, die zu dieser Zeit ein Leistungszentrum in der Kaserne Pinkafeld untergebracht hatte, wurde auf ihn aufmerksam und verpflichtete ihn als Leistungssportler und Laufprofi. In dieser dreijährigen Phase als Profisportler schaffte sich Hans Goger ein zweites Standbein für die Zeit nach der Laufkarriere und begann eine Ausbildung als medizinischer Masseur in Graz. In diesem Beruf arbeitet er bis heute.
Er nahm an zwei Orientierungslauf-Weltmeisterschaften in Dänemark und Norwegen teil, schaffte in nationalen Wettkämpfen einen Titel als Nachtorientierungslauf-Vizestaatsmeister und errang eine Bronzemedaille im Staffelbewerb. Auch als Straßenläufer war Hans Goger erfolgreich. Seine beste Zeit für die 10-Kilometer-Distanz war 32 Minuten und 50 Sekunden.

## Bergsteigerische Leistungen
| Datum | Gipfel                           | Höhe   | Land            | Anmerkung |
| ----- | -------------------------------- | ------ | --------------- | --- |
| 1992  | Chimborazo                       | 6310 m | Ecuador         | |
| 1994  | Pik Kommunizma                   | 7495 m | Tadschikistan   | |
| 1997  | Cho Oyu                          | 8188 m | Tibet           | Erster Burgenländer auf einem Achttausender |
| 1999  | Denali                           | 6194 m | USA             | Überschreitung von West nach Nord |
| 2000  | Mt.Everest                       | 8850 m | Tibet           | Abbruch nach tödlichem Absturz eines dänischen Expeditionsmitgliedes                                                                                      |
| 2002  | Aconcagua                        | 6969 m | Argentinien     | Überschreitung |
| 2003  | Khan Tengri                      | 7010 m | Kirgistan       | |
| 2005  | Mt.Everest                       | 8850 m | Tibet           | Erfolgreiche Besteigung über tibetischen Nordostgrat |
| 2006  | Shisha Pangma                    | 8046 m | Tibet           | |
| 2009  | Nanga Parbat                     | 8125 m | Pakistan        | noch nicht wiederholte Neuroute über den Nordwest-Pfeiler mit Gerfried Göschl (AUT), Louis Rousseau (CAN), Sepp Bachmair (AUT), Günther Unterberger (AUT) |
| 2010  | Kilimandscharo                   | 5895 m | Tansania/Kenia  | Marango Route |
| 2010  | Puncak Jaya (Carstensz-Pyramide) | 4884 m | Neuguinea       | |
| 2011  | Mount Kenia                      | 5199 m | Kenia           | |
| 2011  | Elbrus                           | 5642 m | Russland        | |
| 2012  | Kilimandscharo                   | 5895 m | Tansania        | Machame – Mweka Route |
| 2013  | Pik Lenin                        | 7135 m | Kirgisien       | |
| 2016  | Margherita Peak                  | 5109 m | DR Kongo/Uganda | |
| 2018  | Demavand                         | 5671 m | Iran            | |
| 2019  | Ras Dashen                       | 4543 m | Äthiopien       | |
| 2019  | Ama Dablam                       | 6814 m | Nepal/Himalaya  | Südwestgrat |

## Wildnistouren
| Jahr | Beschreibung |
| ---- | --- |
| 1992 | Dschungeltour am Rio Napo (Amazonien, Ecuador)                                                                                       |
| 1995 | Solodurchquerung der Brooks Range (Alaska)                                                                                           |
| 1996 | Paddeltour durch 1000 Kilometer wildes Land in British Columbia, dem Yukon Territory und Alaska                                      |
| 1999 | Schidurchquerung auf den hocharktischen Inseln Cornwallis und Ellesmere im nördlichsten Teil Kanadas.                                |
| 2001 | Wildwasserexpedition auf dem South MacMillan River im kanadischen Yukon Territory, zudem eine Paddeltour auf Pelly – und Yukon River |
| 2004 | Trekking im Norden Pakistans (Hunza, Fairy Meadows)                                                                                  |
| 2007 | „Vuelta“, die Umrundung von Fitz Roy und Cerro Torre im argentinischen Teil Patagoniens                                              |
| 2008 | Durchquerung der Brooks Range im subarktischen Teil Alaskas                                                                          |
| 2009 | Tour durch die Wüste Atacama (Chile)                                                                                                 |
| 2012 | Umrundung des Dhaulagiri (8167 m) in Nepal                                                                                           |
| 2013 | Winterdurchquerung der North–Slope (Alaska)                                                                                          |
| 2013 | Trekkingtour im Sarek-Nationalpark, Schwedisch–Lappland                                                                              |
| 2014 | Umrundung des Manaslu (8163 m) in Nepal                                                                                              |
| 2015 | Solotour durch das Altiplano (Andenhochland) und die Dschungelgebiete des Oriente (Amazonien) in Ecuador                             |
| 2015 | Wintertour auf dem „Kungsleden“, Schwedisch – Lappland                                                                               |
| 2015 | Schiexpedition in Tasiilaq, Ostgrönland                                                                                              |
| 2017 | Schiexpedition und Kajaktour in Tasiilaq, Ostgrönland                                                                                |
| 2018 | Schidurchquerung im Bereich Kebnekaise (2106 m), Schwedisch – Lappland                                                               |
| 2019 | Kanuexpedition Nisutlin River – Teslin River – Yukon River (Yukon Territory, Kanada)                                                 |

## Soziales Engagement
Hans Goger engagiert sich für Hilfsprojekte. Diese unterstützt er durch Multimediavorträge, bei welchen Spenden für karitative Projekte gesammelt werden.
| Jahr | Beschreibung |
| ---- | --- |
| 2005 | Charityabend im Kursaal Bad Tatzmannsdorf, an den etwa € 7000.- für die Tsunamiopfer in Südostasien gesammelt wurden. Eröffnung durch den Direktor des Tiergarten Schönbrunn, Dr. Helmut Pechlaner. |
| 2010 | Hilfsveranstaltung für die Erdbebenopfer in Pakistan. Die Spenden gingen an die Notfallsorganisation von Rainer Göschl, dem Vater seines Expeditionspartners am Mount Everest und Nanga Parbat – Gerfried Göschl. |
| 2011 | Hilfe für die Hungergebiete in Ostafrika. Der Erlös von ca. € 4000.- kam „Ärzte ohne Grenzen“ zugute. |
| 2015 | Das bislang erfolgreichste humanitäre Projekt: für die Opfer des Erdbebens in Nepal wurden in einer einzigen Nacht unter Mitwirkung von Helmut Pechlaner, Peter Kai (Gründer des Kinderhospiz „Sterntalerhof“), Buddhi Maya Sherpa (deren Lodge in Nepal zerstört wurde), Hans Thurner und der „Nepalhilfe“ über € 10.000.- gesammelt. Der Gesamterlös ging an die „Nepalhilfe“. |
| 2015 | Wohltätigkeitsvortrag für den Verein e.motion (Equotherapie) in Wien, der schwer kranke Kinder betreut. |
| 2015 | Multimediavortrag in der Wiener Urania. € 2000.- gingen erneut an die „Nepalhilfe“ |
| 2018 | "EINE SCHULE FÜR DHAWA" – das bislang größte Hilfsprojekt. In der bitterarmen Gorkha-Region Nepals, die bei den schweren Erdbeben von 2015 am schlimmsten betroffene Himalayaprovinz, wird zusammen mit Niklas Koller und Maximilian Igler (Verein "Burgenländer helfen Nepal") eine Schule für rund 150 Kinder errichtet. 2020 sind die Arbeiten abgeschlossen, Baukosten rund 52.000 Euro. Bedingt durch die Corona-Pandemie wird die Eröffnung der Schule für 2021 angedacht. Auf Grund des großen Erfolges der Aktion sind weiter Schulprojekte angedacht. |